# In the Summers
In the Summers é um drama semiautobiográfico americano de 2024 escrito e dirigido por Alessandra Lacorazza Samudio em sua estreia na direção. O filme ganhou o Grande Prêmio do Júri de Drama dos Estados Unidos no Festival de Cinema de Sundance de 2024.

## Premissa
O filme centra a vida de duas irmãs que realizam visitas agitadas à casa de seu pai durante o verão.

## Elenco
- René Pérez como Vicente
- Sasha Calle como Eva
- Lio Mehiel como Violeta
- Emma Ramos como Carmen
- Leslie Grace como Yenny
- Sharlene Cruz como Camila

## Produção
É o filme de estreia de Alessandra Lacorazza e é vagamente baseado em sua infância visitando o pai na Colômbia durante o verão. A produção ocorreu em Las Cruces, Novo México, e foi concluída em junho de 2023.

## Recepção
O filme recebeu críticas em sua maioria positivas dos críticos de cinema. Lovia Gyarke do The Hollywood Reporter descreveu o filme como "um poema visual" e elogiou sua atuação, mas criticou o ritmo do ato final. Carlos Aguilar, da Variety, também elogiou o elenco e seu foco nas "vicissitudes cotidianas das pessoas comuns", em vez de protagonistas latinos excessivamente inspiradores.
Robert Daniels, do RogerEbert.com, criticou a falta de uma narrativa central forte no filme, o uso de clichês e a distância entre o público e os personagens, escrevendo que "tem a aparência de um filme melhor". No entanto, elogiou os atores, "especialmente a atuação organicamente composta do Residente", dizendo que eles "dão mais do que o roteiro oferece".